# Туннельное зрение
Туннельное зрение — болезненное состояние зрения, при котором человек теряет способность к периферическому обзору. Воспринимается лишь изображение, попадающее на центральную область сетчатки глаза. В результате у больного возникают трудности с ориентированием в пространстве.

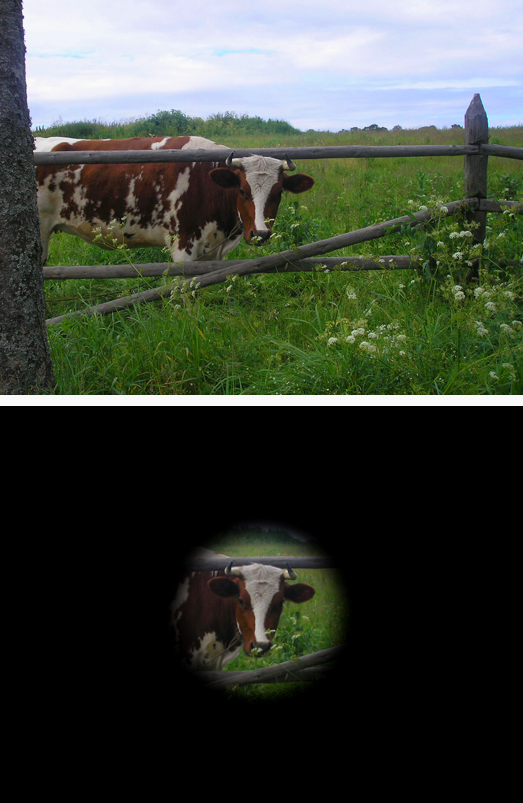
Пример видения окружающей обстановки при нормальном и туннельном зрении

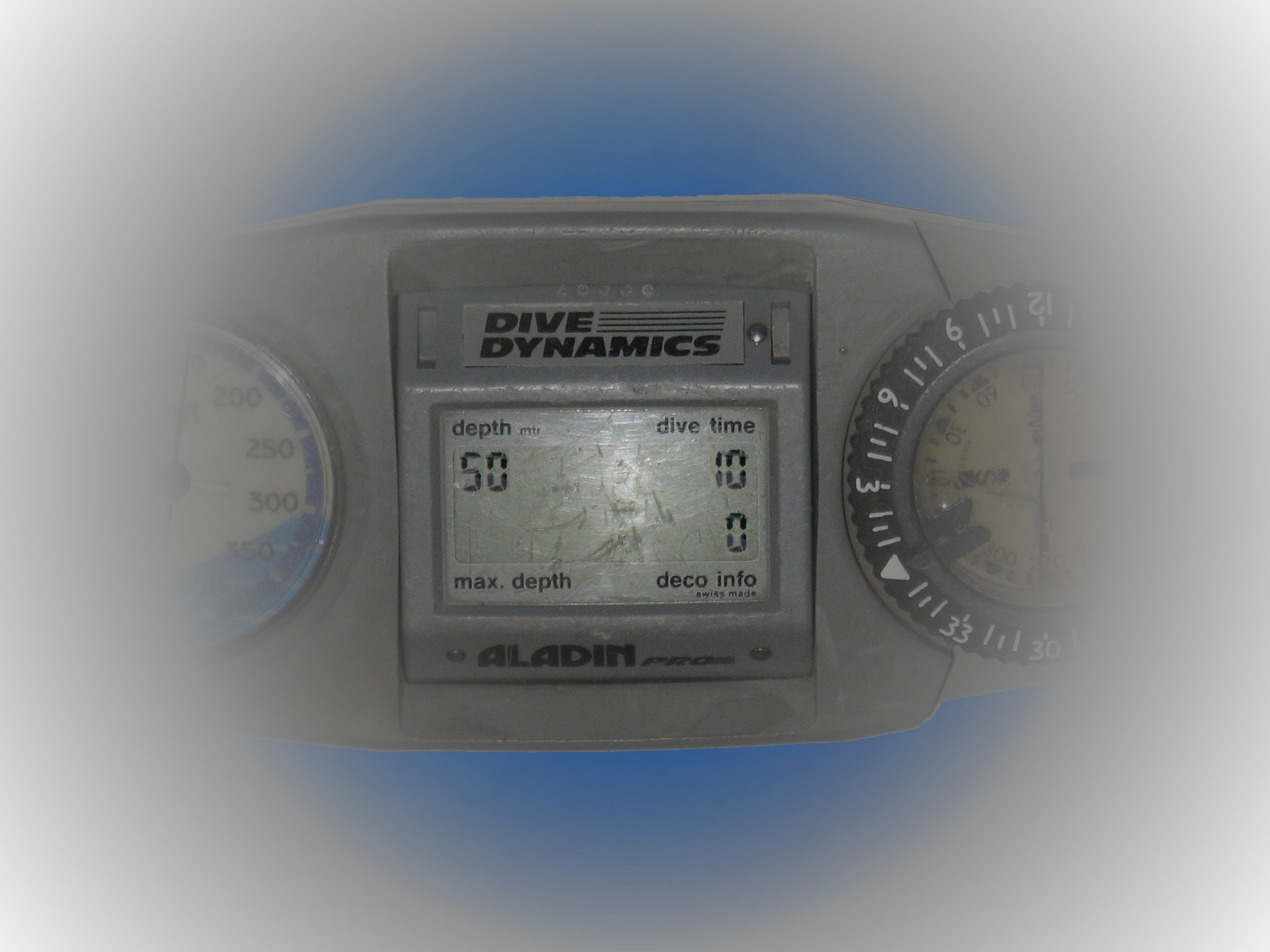
Пример туннельного зрения при азотном отравлении

## Причины появления
- Перегрузка (отношение сил)
- Кровопотеря
- Пигментная дегенерация сетчатки
- Катаракта
- Глаукома
- Мигрень с аурой
- Различные случаи кислородного голодания
- Азотное отравление
- Резкий перепад кровяного давления
- Галлюциногены
- Реакция «бей или беги» (кратковременно, во время реакции)
- Депривация сна
- Отравление ртутью
- Опухоли гипофиза

В зависимости от причины возникновения данный зрительный дефект может быть как быстропроходящим, например, возникая из-за внезапного отлива крови от головы (что часто случается, например, у лётчиков и космонавтов при больших перегрузках), так и хроническим. К последнему можно отнести туннельное зрение, возникшее в связи с глаукомой или дегенерацией сетчатки. В таком случае возможно назначение соответствующего лечения.